# Рахманова, Наталия Леонидовна
Ната́лия Леони́довна Рахма́нова (род. 24 ноября 1930, Ленинград) — советская и российская переводчица с английского языка.
Наиболее известные работы — первый опубликованный на русском перевод повести Дж. Р. Р. Толкина «Хоббит, или Туда и Обратно» и сказочной повести «Говорящий сверток» Дж. Даррела. Также перевела множество произведений известных британских и американских писателей: Азимова, Голсуорси, Гр. Грина, Дж. К. Джерома, Киплинга, Кристи, Саймака, Сатклиф, Скотта, Уэллса, Фитцджеральда, Фолкнера, Г. К. Честертона, Б. Шоу и других.

## Биография
Родилась 24 ноября 1930 года в Ленинграде в семье писателя Леонида Рахманова и Татьяны Петерсон. Семья (родители, бабушка и тетушка Наташи) жила в двух комнатах коммунальной квартиры на Васильевском острове. В 1941 году после начала войны вместе с матерью уехала в эвакуацию в Котельнич к родителям отца. В 1944 году вернулась с мамой к отцу в Москву, затем обратно в Ленинград. В 1950 году семья переехала в дом Адамини, где у них в гостях бывало множество друзей — в том числе известных писателей, переводчиков. В детстве учила французский, в школе — немецкий, в университете — английский.
После окончания английского отделения филологического факультета Ленинградского университета (по совету писателя-фантаста Ивана Ефремова) стала заниматься литературными переводами. Первым опубликованным переводом в 1957 году стал рассказ Клиффорда Саймака «Однажды на Меркурии». В 1963 году родила сына и вышла замуж за Якова Гордина. С 1967 года — член союза писателей.
В 1972 году прочитала книгу Толкина «The Hobbit, or There and Back Again» и перевела две главы. В 1976 году перевод «Хоббит, или Туда и Обратно» был опубликован отдельной книгой с иллюстрациями Михаила Беломлинского издательством «Детская литература».
Как я работала над переводом? Пожалуй, принцип тут у меня был один: не русифицировать текст, и главное — имена. … Впоследствии некоторые взрослые упрекали меня в обилии трудных для детей иностранных имен и названий. От самих детей я этого не слыхала.
Повторяю, я не читала тогда трилогии, поэтому переводила сказку, не думая ни о Беовульфе, ни о «холодной войне» и вполне могла пропустить «запад» и «восток» как особо значащие, причем пропустить по каким-то своим лексическим причинам. Издательство тоже восприняло (в моем переводе) «Хоббита» как сказку о борьбе Добра и Зла, а не коммунизма и капитализма.
Живёт в Санкт-Петербурге.

## Некоторые переводы
| Год перевода | Название                                                            | Оригинальное название                             | Автор            | Примечания                                   |
| 1976         | Хоббит, или Туда и Обратно                                          | The Hobbit, or, There and Back Again              | Дж. Р. Р. Толкин | перевод стихов: Ирина Комарова, Галина Усова |
| 1980         | Дядюшка Поджер спешит на поезд                                      | Из книги Three Men on the Bummel                  | Джером К. Джером |                                              |
| 1981         | Говорящий свёрток                                                   | The Talking Parcel                                | Джеральд Даррелл |                                              |
| 1986         | Билли-король                                                        | Billy the King                                    | Эдит Несбит      |                                              |
| 1986         | Заговоренная жизнь                                                  | The Charmed Life or the Princess and the Lift-man | Эдит Несбит      |                                              |
| 1986         | Хроника исторических событий в королевстве Пантуфлия. Принц Зазнайо | Prince Prigio                                     | Эндрю Лэнг       |                                              |
| 1993         | Орёл Девятого легиона                                               | The Eagle of the Ninth                            | Розмэри Сатклиф  |                                              |
|              | Серебряная ветка                                                    | The Silver Branch                                 | Розмэри Сатклиф  | Совместно с Азой Ставиской                   |
| 2003         | Скверное начало                                                     | The Bad Beginning                                 | Лемони Сникет    |                                              |
| 2003         | Огромное окно                                                       | The Wide Window                                   | Лемони Сникет    |                                              |
| 2004         | Изуверский интернат                                                 | The Austere Academy                               | Лемони Сникет    |                                              |
| 2004         | Гадкий городишко                                                    | The Vile Village                                  | Лемони Сникет    |                                              |
| 2004         | Кошмарная клиника                                                   | The Hostile Hospital                              | Лемони Сникет    |                                              |
| 2005         | Кровожадный карнавал                                                | The Carnivorous Carnival                          | Лемони Сникет    |                                              |
| 2006         | Угрюмый Грот                                                        | The Grim Grotto                                   | Лемони Сникет    |                                              |
| 2007         | Конец!                                                              | The End                                           | Лемони Сникет    |                                              |

## Семья
- Отец — писатель, журналист, драматург Леонид Николаевич Рахманов.
- Мать — Татьяна Леонтьевна Петерсон, внучка архитектора Л. Л. Петерсона.
- Муж — писатель, литературовед, редактор, историк Яков Аркадьевич Гордин.
  - Сын — Алексей Гордин (род. 1963).